# Louis II Le Peletier
Pour les articles homonymes, voir Le Peletier.
Louis II Urbain Le Peletier, marquis de Rosanbo (né le 1er décembre 1662, décédé le 20 janvier 1730). 

## Biographie
Louis II est le second des fils de Claude Le Peletier et de Marguerite de Fleuriau. Il est avocat du roi au Châtelet en 1684, conseiller au Parlement de Paris en 1686, président à mortier en 1687, puis premier président du Parlement de Paris de 1707 à 1711
Il épouse d'abord en 1688 Geneviève du Coasker de Rosambo (1663-1693) dont
- Louis III Le Peletier de Rosanbo (1690-1770), Premier Président du Parlement de Paris (1736-1747).

Puis en secondes noces en 1694 Charlotte Le Mairat de Beaupré de Montmélian (1677-1760) dont 
- Louise-Françoise Le Peltier (1697-1782) épouse en 1726 Gabriel-Jacques de Salignac La Mothe-Fénelon (1688-1746)
- Jacques-Louis Le Peletier de Montmélian (1700-1770), Président au Parlement de Paris en 1727, père de Louis Le Peletier de Mortefontaine
- Charles-Etienne Le Peletier de Beaupré (1702-1785), Intendant de Champagne de 1730 à 1749, Conseiller d'État en 1749 : sa fille Louise-Suzanne (1737-1762) est la femme de Michel-Étienne Lepeletier de St-Fargeau et la mère du conventionnel régicide Louis-Michel Lepeletier de Saint-Fargeau.

## Sources
- Geneviève Mazel Claude Le Peletier (1631-1711). Le successeur de Colbert.  Éditions de la Table ronde,  Paris 2003,  (ISBN 2710326078)
- Thierry Sarmant, Le Grand Siècle en mémoires, Perrin - 2011